# Lloyd (Familienname)
Lloyd [loid] ist ein aus dem englischen Sprachraum stammender Familienname. Für den Vornamen siehe Lloyd (Vorname).

## Herkunft und Bedeutung
Der Vorname Lloyd leitet sich vom walisischen Wort llwyd [ɬʊɪd] ab und bedeutet so viel wie „grau(haarig)“. Der Name spielte ursprünglich wohl auf Erfahrung und Weisheit seines Trägers an und bezeichnete vorwiegend Personen, die einen Anspruch auf Respekt hatten.

## Namensträger

### A
- A. Wallis Lloyd (* 1962), deutsch-amerikanischer Autor
- Alan Lloyd (* 1944), britischer Radrennfahrer
- Alex Lloyd (* 1984), britischer Rennfahrer
- Alexander Lloyd, 2. Baron Lloyd (1912–1985), britischer Bankier und Politiker
- Alwyn Lloyd († 2006), walisischer Snookerspieler
- Andrea Lloyd (* 1965), US-amerikanische Basketballspielerin
- Andrew Lloyd (* 1959), australischer Langstreckenläufer
- Andrew Lloyd Webber, Baron Lloyd-Webber (* 1948), britischer Komponist und konservativer Politiker
- Andria Lloyd (* 1971), jamaikanische Sprinterin
- Anna Cristina Niceta Lloyd, Protokollsekretärin von US-Präsident Donald Trump
- Anthony Lloyd, Baron Lloyd of Berwick (1929–2024), britischer Richter
- Art Lloyd (1897–1954), US-amerikanischer Kameramann

### B
- Ben Lloyd-Hughes (* 1988), britischer Schauspieler
- Bernhard Lloyd (Bernd Gössling; * 1960), deutscher Popmusiker
- Bill Lloyd (Fußballtrainer), US-amerikanischer Fußballtrainer
- Bill Lloyd (Rennfahrer), US-amerikanischer Rennfahrer
- Bill Lloyd (Tennisspieler), australischer Tennisspieler
- Bob Lloyd (* 1943), englischer Rugby-Union-Spieler

### C
- Carli Lloyd (* 1982), US-amerikanische Fußballspielerin
- Carli Lloyd (Volleyballspielerin) (* 1989), US-amerikanische Volleyballspielerin
- Carys Lloyd (* 2006), britische Radsportlerin
- Charles Lloyd (Ruderer) (1927–1995), britischer Ruderer
- Charles Lloyd (* 1938), US-amerikanischer Jazzmusiker
- Cher Lloyd (* 1993), britische Sängerin
- Chris Lloyd (Filmeditor), Filmeditor
- Chris Lloyd (Leichtathlet) (* 1980), dominicanischer Sprinter
- Christopher Lloyd (Historiker) (1906–1986), britischer Marinehistoriker
- Christopher Lloyd (Gärtner) (1921–2006), britischer Gärtner und Autor
- Christopher Lloyd (Schauspieler) (* 1938), US-amerikanischer Schauspieler
- Christopher Lloyd (Kunsthistoriker) (* 1945), britischer Kunsthistoriker, Surveyor of the Queen's Pictures
- Christopher Lloyd (Drehbuchautor) (* 1960), US-amerikanischer Drehbuchautor und Produzent
- Christopher Lloyd, bekannt als Lloyd Banks (* 1982), US-amerikanischer Rapper
- Clive Lloyd (* 1944), guyanischer Cricketspieler
- Colin Lloyd (* 1973), britischer Dartspieler

### D
- Daniel Lloyd (* 1980), britischer Radrennfahrer
- Danny Lloyd (* 1972), US-amerikanischer Schauspieler und Lehrer
- David Lloyd (Sänger, 1912) (1912–1969), walisischer Opernsänger (Tenor)
- David Lloyd (Sänger, 1920) (* 1920), US-amerikanischer Opernsänger (Tenor)
- David Lloyd (Drehbuchautor) (1934–2009), US-amerikanischer Drehbuchautor und Produzent
- David Lloyd (Cricketspieler) (* 1947), englischer Cricketspieler
- David Lloyd (Tennisspieler) (* 1948), britischer Tennisspieler
- Dave Lloyd (* 1949), britischer Radsportler
- David Lloyd (Comiczeichner) (* 1950), britischer Comiczeichner
- David Lloyd (Squashspieler) (* 1965), englischer Squashspieler
- David Lloyd-Jones (Dirigent) (1934–2022), britischer Dirigent
- David Lloyd Jones, Lord Lloyd-Jones (* 1952), britischer Richter und Rechtswissenschaftler
- Dennis Lloyd, Baron Lloyd of Hampstead (1915–1992), britischer Jurist, Hochschullehrer, Sachbuchautor und Politiker
- Dennis Lloyd (Musiker) (* 1993), israelischer Musiker
- Devin Lloyd, US-amerikanischer American-Football-Spieler
- Dominique Lloyd-Walter (* 1981), englische Squashspielerin
- Doris Lloyd (1896–1968), britische Charakter-Schauspielerin

### E
- Earl Lloyd (1928–2015), US-amerikanischer Basketballspieler
- Edward Lloyd (Gastronom) (um 1648–1713), britischer Gastronom
- Edward Lloyd (Kolonialgouverneur) (1670–1718), Gouverneur der Province of Maryland
- Edward Lloyd (Politiker, 1709) (1709–1795), britischer Politiker
- Edward Lloyd (Politiker, 1744) (1744–1796), US-amerikanischer Politiker, Delegierter für Maryland im Kontinentalkongress
- Edward Lloyd (Politiker, 1779) (1779–1834), US-amerikanischer Politiker, Abgeordneter für und Gouverneur von Maryland
- Edward Lloyd (Sänger) (1845–1927), britischer Sänger (Tenor)
- Elisabeth Lloyd (* 1956), US-amerikanische Biophilosophin
- Emily Lloyd (* 1970), britische Schauspielerin
- Emily Ann Lloyd (* 1984), US-amerikanische Schauspielerin
- Emrys Lloyd (1905–1987), britischer Fechter
- Eric Lloyd (* 1986), US-amerikanischer Schauspieler
- Euan Lloyd (1923–2016), britischer Filmproduzent

### F
- Francis Ernest Lloyd (1868–1947), britisch-US-amerikanischer Botaniker
- Frank Lloyd (1886–1960), US-amerikanischer Schauspieler, Regisseur und Produzent
- Frank Lloyd (Hornist) (* 1952), britischer Hornist
- Frank Lloyd Wright (1867–1959), US-amerikanischer Architekt

### G
- Gareth David-Lloyd (* 1981), walisischer Schauspieler
- Geoffrey Lloyd, Baron Geoffrey-Lloyd (1902–1984), britischer Politiker
- Geoffrey Lloyd (* 1933), englischer Wissenschaftshistoriker
- George Lloyd (Bischof) (1561–1615), walisischer Bischof
- George Lloyd (Politiker) (1815–1897), australischer Politiker
- George Lloyd, 1. Baron Lloyd (1879–1941), britischer Politiker
- George Lloyd (Schauspieler) (1892–1967), amerikanischer Schauspieler
- George Lloyd (Komponist) (1913–1998), englischer Komponist
- George Exton Lloyd (1861–1940), englisch-kanadischer anglikanischer Bischof
- Gerald Lloyd-Verney (1900–1957), britischer Generalmajor
- Gomer Lloyd (1947–2016), britischer Bobfahrer
- Graeme Lloyd (* 1967), australischer Baseballspieler
- Griffith Lloyd (?–1586), englischer Jurist, Hochschullehrer und Politiker
- Guy Lloyd, 1. Baronet (1890–1987), schottischer Politiker

### H
- Hardress Lloyd (1874–1952), britischer Polospieler
- Harold Lloyd (1893–1971), US-amerikanischer Komiker
- Harry Lloyd (* 1983), britischer Schauspieler
- Henry Lloyd (Militärschriftsteller) (1720?–1783), walisischer Offizier, Militärschriftsteller
- Henry Lloyd (Politiker) (1852–1920), US-amerikanischer Politiker (Maryland)
- Hiram Lloyd (1875–1942), US-amerikanischer Politiker
- Hoyes Lloyd (1888–1978), kanadischer Ornithologe
- Hugh Lloyd (Pädagoge) (1546–1601), walisischer Geistlicher und Pädagoge
- Hugh Lloyd (Bischof) (1586/1589–1667), walisischer Geistlicher, Bischof von Llandaff
- Hugh Lloyd-Jones (1922–2009), US-amerikanischer Altphilologe
- Hugh Pughe Lloyd (1894–1981), britischer Offizier der Luftstreitkräfte
- Humphrey Lloyd (1800–1881), britischer Physiker
- Huw Lloyd-Langton (1951–2012), britischer Gitarrist
- Hywel Lloyd (* 1985), britischer Rennfahrer

### I
- Ian Corden-Lloyd (1938–1978), britischer Richter

### J
- Jake Lloyd (* 1989), US-amerikanischer Schauspieler
- James Lloyd (Politiker, 1745) (1745–1820), US-amerikanischer Politiker (Maryland)
- James Lloyd (Politiker, 1769) (1769–1831), US-amerikanischer Politiker (Massachusetts)
- James Lloyd (Botaniker) (1810–1896), britisch-französischer Botaniker
- James Lloyd (Boxer) (1939–2013), britischer Boxer
- James Lloyd (Musiker), jamaikanischer Sänger
- James F. Lloyd (1922–2012), US-amerikanischer Politiker
- James Tilghman Lloyd (1857–1944), US-amerikanischer Politiker
- Jeremy Lloyd  (1930–2014), britischer Dramatiker, Schauspieler und Drehbuchautor
- Jerry Lloyd (1920–1994), Jazz-Trompeter und Pianist
- Joella Lloyd (* 2002), antiguanische Sprinterin
- John Lloyd (Komponist) (1475–1523), englischer oder walisischer Priester und Komponist
- John Lloyd (Heiliger) (um 1630–1679), walisischer Märtyrer
- John Llody (Fechter) (1905–1987), britischer Fechter
- John Lloyd (Diplomat) (1914–1982), britischer Diplomat
- John Lloyd (Rugbyspieler) (* 1943), walisischer Rugby-Union-Spieler und -Trainer
- John Lloyd (Fernsehproduzent) (* 1951), britischer Autor und Fernsehproduzent
- John Lloyd (Tennisspieler) (* 1954), britischer Tennisspieler und Kommentator
- John Lloyd (Boxer), britischer Boxer
- John Augustus Lloyd (1800–1854), britischer Diplomat und Bauingenieur
- John Augustus Lloyd (Mediziner) († 1874), britischer Chirurg
- John Bedford Lloyd (* 1956), US-amerikanischer Schauspieler
- John Edward Lloyd (1861–1947), britischer Historiker
- John J. Lloyd (1922–2014), US-amerikanischer Filmarchitekt
- John Uri Lloyd (1849–1936), US-amerikanischer Apotheker und Autor
- John William Lloyd (1857–1940), US-amerikanischer Anarchist
- Jonathan Lloyd (Komponist) (* 1948), britischer Komponist
- Jonathan Lloyd (Geomikrobiologe) (* 1966), britischer Geomikrobiologe
- Julia Lloyd (1867–1955), englisch-britische Lehrerin und Aktivistin für vorschulische Bildung
- Julian Lloyd Webber (* 1951), englischer Cellist
- June Lloyd, Baroness Lloyd of Highbury (1928–2006), britische Pädiaterin

### K
- Kainoa Lloyd (* 1994), kanadischer Rugby-Union-Spieler
- Kathleen Lloyd (* 1948), US-amerikanische Schauspielerin

### L
- Larry Lloyd (1948–2024), englischer Fußballspieler
- Leon Lloyd (* 1977), englischer Rugby-Union-Spieler
- Lucy Lloyd (1834–1914), englische Sprachwissenschaftlerin

### M
- Manon Lloyd (* 1996), britische Radsportlerin
- Marie Lloyd (1870–1922), britische Sängerin und Unterhaltungskünstlerin
- Marilyn Lloyd (1929–2018), US-amerikanische Politikerin
- Marshall Burns Lloyd (1858–1927), US-amerikanischer Erfinder und Unternehmer
- Martyn Lloyd-Jones (1899–1981), britischer (walisischer) Evangelist
- Matthew Lloyd (Footballspieler) (* 1978), australischer Football-Spieler
- Matthew Lloyd (Radsportler) (* 1983), australischer Radrennfahrer
- Matthew J. Lloyd, kanadischer Kameramann
- Miguel Lloyd (* 1982), dominikanischer Fußballtorhüter

### N
- Neil Lloyd (* 1966), antiguanischer Radrennfahrer
- Nigel Lloyd (* 1961), barbadisch-britischer Basketballspieler
- Norman Lloyd (1914–2021), US-amerikanischer Regisseur, Produzent und Schauspieler

### O
- Oscar Lloyd (* 1997), britischer Schauspieler

### P
- Paul M. Lloyd (1929–2007), US-amerikanischer Romanist, Hispanist und Linguist
- Peter Lloyd (Bergsteiger) (1907–2003), britischer Ingenieur und Bergsteiger
- Peter Lloyd (Politiker) (* 1937), britischer Politiker
- Peter Lloyd (Wirtschaftswissenschaftler) (* 1937), neuseeländischer Wirtschaftswissenschaftler
- Peter Lloyd (Turner) (* 1949), australischer Turner
- Phil Lloyd, australischer Schauspieler und Drehbuchautor
- Phyllida Lloyd (* 1957),  britische Regisseurin

### R
- Rachel Lloyd (1839–1900), US-amerikanische Chemikerin und Hochschullehrerin
- Rhys Lloyd, Baron Lloyd of Kilgerran (1907–1991), britischer Politiker und Rechtsanwalt
- Rhys Lloyd (* 1989), walisischer Radrennfahrer
- Richard Lloyd (1932–2012), iranischer Schauspieler, siehe Iloosh Khoshabe
- Richard Lloyd (Rennfahrer) (1945–2008), britischer Automobilrennfahrer und Unternehmer
- Richard Lloyd (Musiker) (* 1951), US-amerikanischer Gitarrist
- Robert Lloyd (* 1940), britischer Opernsänger (Bass)
- Roger Lloyd-Pack (1944–2014), britischer Schauspieler
- Russell Lloyd (1916–2008), britischer Filmeditor
- Ruth Smith Lloyd (1917–1995), US-amerikanische Zoologin und Hochschullehrerin

### S
- Sabrina Lloyd (* 1970), US-amerikanische Schauspielerin
- Sam Lloyd (1963–2020), US-amerikanischer Schauspieler
- Selwyn Lloyd (1904–1978), britischer Politiker
- Seth Lloyd (* 1960), US-amerikanischer Quanteninformatiker und Hochschullehrer
- Seton Lloyd (1902–1996), britischer Vorderasiatischer Archäologe
- Sophie Lloyd, britische Zauberin, die sich als Mann ausgab und deshalb 1991 aus dem Zaubereiverband Magic Circle ausgeschlossen wurde
- Shereefa Lloyd (* 1982), jamaikanische Leichtathletin
- Sherman P. Lloyd (1914–1979), US-amerikanischer Politiker
- Steven Lloyd-Gonzalez (* 1971), britischer Orchesterdirigent
- Sue Lloyd (1939–2011), britische Schauspielerin
- Sue Lloyd-Roberts (1950–2015), britische Fernsehjournalistin
- Suzanne Lloyd (* 1934), kanadischer Schauspielerin

### T
- Terry Lloyd (1952–2003), britischer Journalist
- Tony Lloyd (Tennisspieler) (* 1956), britischer Tennisspieler
- Tony Lloyd (Politiker) (1950–2024), britischer Politiker

### V
- Vincent Lloyd-Jones (1901–1986), britischer (walisischer) Richter

### W
- Walt Lloyd (* 20. Jahrhundert), US-amerikanischer Kameramann
- Wesley Lloyd (1883–1936), US-amerikanischer Politiker
- William Frederick Lloyd (1864–1937), kanadischer Politiker
- William Lloyd Webber (1914–1982), englischer Kirchenmusiker
- Woodrow Stanley Lloyd (1913–1972), kanadischer Politiker